# Lobule pariétal supérieur
Le lobule pariétal supérieur P1 (ou gyrus pariétal supérieur) est un gyrus du lobe pariétal du cortex cérébral, limité en avant par le sillon postcentral, et situé entre la berge médiane du sillon intrapariétal et le bord de l'hémisphère.
Il est en général, plus large à l'avant qu'à l'arrière.
Il s'anastomose avec le gyrus occipital supérieur à l'arrière et se prolonge sur la face interne par le précuneus.
|                                      |                  |
| Face externe de l'hémisphère gauche. | Face supérieure. |
|                                      |                  |
| Lobule pariétal supérieur.           |                  |